# Haldan Keffer Hartline
Haldan Keffer Hartline (Bloomsburg, 22 dicembre 1903 – Fallston, 17 marzo 1983) è stato un fisiologo e biofisico statunitense che nel 1967 vinse con George Wald e Ragnar Granit il Premio Nobel per la medicina, grazie a degli studi riguardanti le primarie fasi fisiologiche e chimiche di trasformazione del segnale luminoso nell'occhio.
Si laureò all'Università Johns Hopkins nel 1927, dove trascorse altri due anni al Dipartimento di Fisica, prendendo corsi e lavorando come studente nel laboratorio di A.H. Pfund.
Andò quindi a studiare per un semestre all'Università di Lipsia, e per due a quella di Monaco.
Nel 1931, tornato negli Stati Uniti, prese parte al Johnson Research Foundation of Medical Physics all'Università della Pennsylvania.
Nel 1949 tornò all'Università Johns Hopkins e divenne professore di biofisica.
Hartline iniziò a far parte dello staff della Rockfeller University nel 1953, restandovi fino al 1974.
Hartline investigò l'attività elettrica della retina nei vertebrati, negli artropodi e nei molluschi, perché il loro sistema visivo è più semplice rispetto a quello umano e facilita quindi una modellizzazione semplificata dei processi visivi.
Inoltre studiò l'attività elettrica dell'occhio e del nervo ottico a livello cellulare.